# Diều đầu trắng
Diều đầu trắng, tên khoa học Circus spilonotus, là một loài chim trong họ Accipitridae.
Diều đầu trắng nói chung là di cư ngoài trừ diều đầu trắngo Papua ít di cư. Phạm vi sinh sản bao gồm phía đông bắc Trung Quốc, Mông Cổ và đông nam Siberia (phía tây như hồ Baikal) với số lượng nhỏ ở phía bắc Nhật Bản (Hokkaidoaidō và bắc Honshū). Có một số chồng chéo với hàng rào đầm lầy phía tây xung quanh hồ Baikal và việc giao phối đã diễn ra.
Phạm vi trú đông bao gồm miền nam Trung Quốc, Đài Loan, Hàn Quốc, miền nam Nhật Bản, đông bắc Ấn Độ, Bangladesh và Đông Nam Á đến tận phía nam như Philippines, Borneo và Sumatra. Một số lượng lớn các loài chim di cư dọc theo bờ biển Trung Quốc với hàng ngàn người đi qua các địa điểm như Bắc Đới Hà trong mùa thu.
Môi trường sống ưa thích của diều đầu trắng là đất nước mở bao gồm vùng đầm lầy, cánh đồng lúa và đồng cỏ.

## Hình ảnh

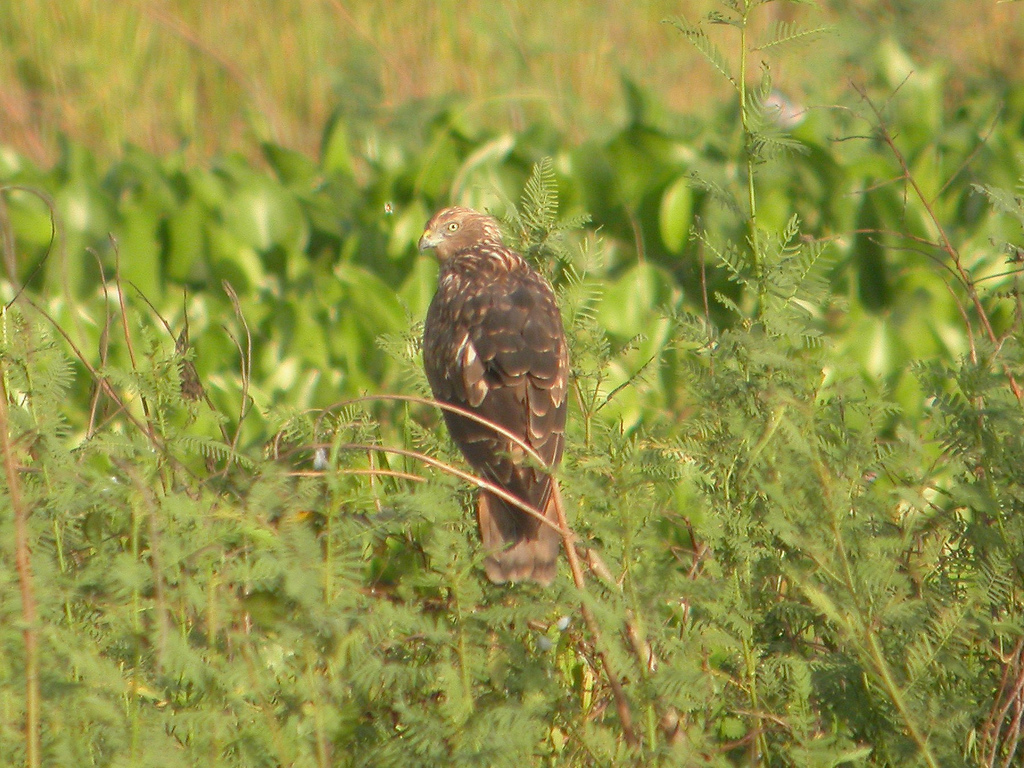
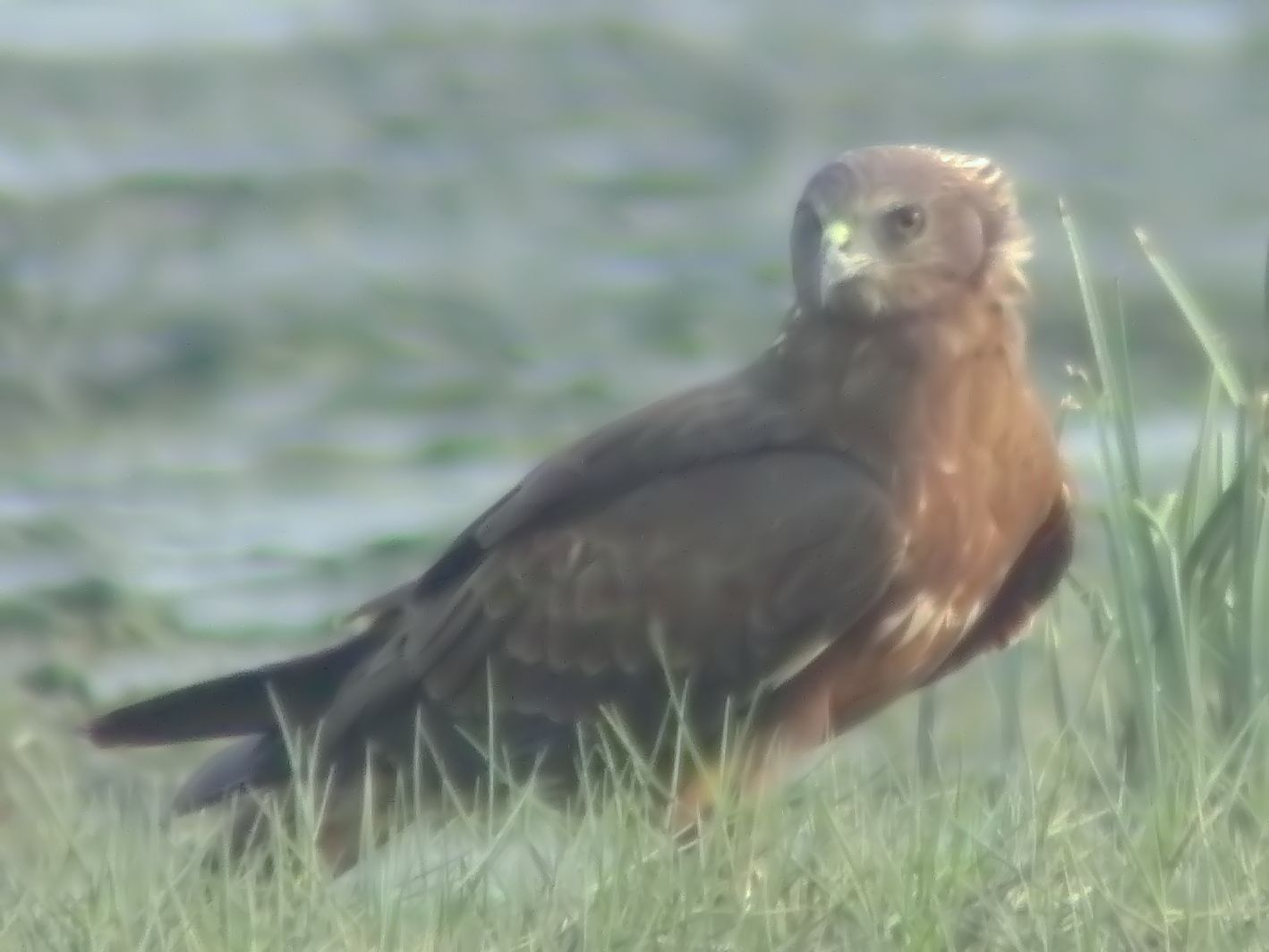